# Tidningen Vi:s litteraturpris
Der Tidningen Vi:s litteraturpris (deutsch Literaturpreis der Zeitschrift Vi) ist ein schwedischer Literaturpreis. 
Der Preis wird seit 1947 jährlich von dem Magazin Vi verliehen und ist mit 50.000 Kronen (Stand 2020) dotiert. Die Vergabe erfolgt an Schriftsteller oder Übersetzer, die am Anfang ihrer Karriere stehen und nicht mehr als zwei bis vier belletristische Werke veröffentlicht haben sollten. Anfangs trug der KFs Buchverlag einen Teil des Stipendiums bei, später Boklotteriet und Litteraturfrämjandet. Seit 1992 übernimmt die Zeitschrift Vi das vollständige Preisgeld.

## Preisträger
- 1947: Tage Aurell, Stina Aronson, Arvid Brenner, Harald Forss
- 1948: Cora Sandel, Tora Dahl, Bertil Malmberg, Peder Sjögren
- 1949: Gunnar Ekelöf, Carl-Emil Englund, Sven Rosendahl, Eva Neander
- 1950: Per-Erik Rundquist, Ulla Isaksson, Lars Englund, Stig Sjödin
- 1951: Erik Asklund, Elsa Grave, John Karlzén
- 1952: Walter Ljungquist, Folke Dahlberg, Karl Rune Nordkvist, Åke Holmberg
- 1953: Arvid Brenner, Bengt Söderbergh, Ann Mari Falk, Edith Unnerstad, Harald Victorin, Britt G. Hallqvist
- 1954: Lars Ahlin, Ulla Marcks von Würtemberg, Hans Peterson, Kai Söderhjelm, Eva Billow, Bertil Almqvist
- 1955: Lennart Hellsing, Martin Nilsson, Örjan Lindberger, Björn von Rosen, Vilgot Sjöman
- 1956: Erik Johnson
- 1957: Birgit Tengroth, Harriet Hjorth, Birger Vikström
- 1958: Majken Johansson, Lambert Sunesson, Per Olof Sundman
- 1959: Karl Rune Nordkvist, Vilgot Sjöman
- 1960: Annalisa Forssberger, Aksel Lindström, Birger Norman
- 1961: Zenia Larsson, Sivar Arnér, Emil Hagström
- 1962: Sven Rosendahl, Olle Svensson, Lars Bäckström
- 1963/64: Sara Lidman, Astrid Lindgren, Stig Sjödin, Kristina Widman, Carl Johan Bernhard
- 1965: Stig Carlson, Sandro Key-Åberg
- 1966/67: Werner Aspenström, Folke Isaksson, Ing-Marie Eriksson, Willy Kyrklund, Kent Andersson
- 1968: Stig Claesson, P.C. Jersild
- 1969: Svante Foerster, Göran Palm
- 1970: Birger Norman, Bengt Martin
- 1971: Sonja Bergvall, Hans Björkegren, Britt G. Hallqvist, Olof Hoffsten, Karin de Laval
- 1972: Kerstin Ekman, Margareta Ekström, Ove Allansson
- 1973: Birgitta Ek, Lennart Frick
- 1974: Lasse Berg, Lisa Berg, Håkan Boström
- 1975: Gunnar Harding
- 1976: Barbro Lindgren, Hans Nestius, Stig Edling
- 1977: Barbro Backberger, Torgny Karnstedt
- 1978: Bunny Ragnerstam, Kerstin Strandberg
- 1979: Eva Ström, Jan Fogelbäck
- 1980: Gerda Antti
- 1981: Per Odensten
- 1982: Torgny Lindgren
- 1983: Kristina Lugn
- 1984: Molly Johnson
- 1985: Staffan Söderblom
- 1986: Heidi von Born
- 1987: Nils-Aslak Valkeapää
- 1988: Peter Kihlgård
- 1989: Kjell Johansson
- 1990: Vibeke Olsson
- 1991: Gunilla Linn Persson
- 1992: Rose Lagercrantz
- 1993: Tony Samuelsson
- 1994: Peter Mosskin
- 1995: Marie Lundquist
- 1996: Ola Larsmo
- 1997: Elisabeth Rynell
- 1998: Zvonimir Popovic
- 1999: Magnus Carlbring
- 2000: Mikael Niemi
- 2001: Ulla-Lena Lundberg
- 2002: Jerker Virdborg
- 2003: Astrid Trotzig
- 2004: Katarina Kieri
- 2005: Mirja Unge
- 2006: Jonas Hassen Khemiri
- 2007: Oline Stig
- 2008: Jens Liljestrand
- 2009: Karolina Ramqvist
- 2010: Sara Stridsberg
- 2011: Ulf Lindström
- 2012: Lina Wolff
- 2013: Susanna Alakoski
- 2014: Elin Boardy
- 2015: Staffan Malmberg
- 2016: Anneli Jordahl
- 2017: Anna Jörgensdotter
- 2018: Andrea Lundgren
- 2019: Anna Fock
- 2020: Sven Olov Karlsson
- 2021: Andreas Lundberg
- 2022: Sara Gordon
- 2023: Annika Norlin